# Арканзас в Гражданской войне

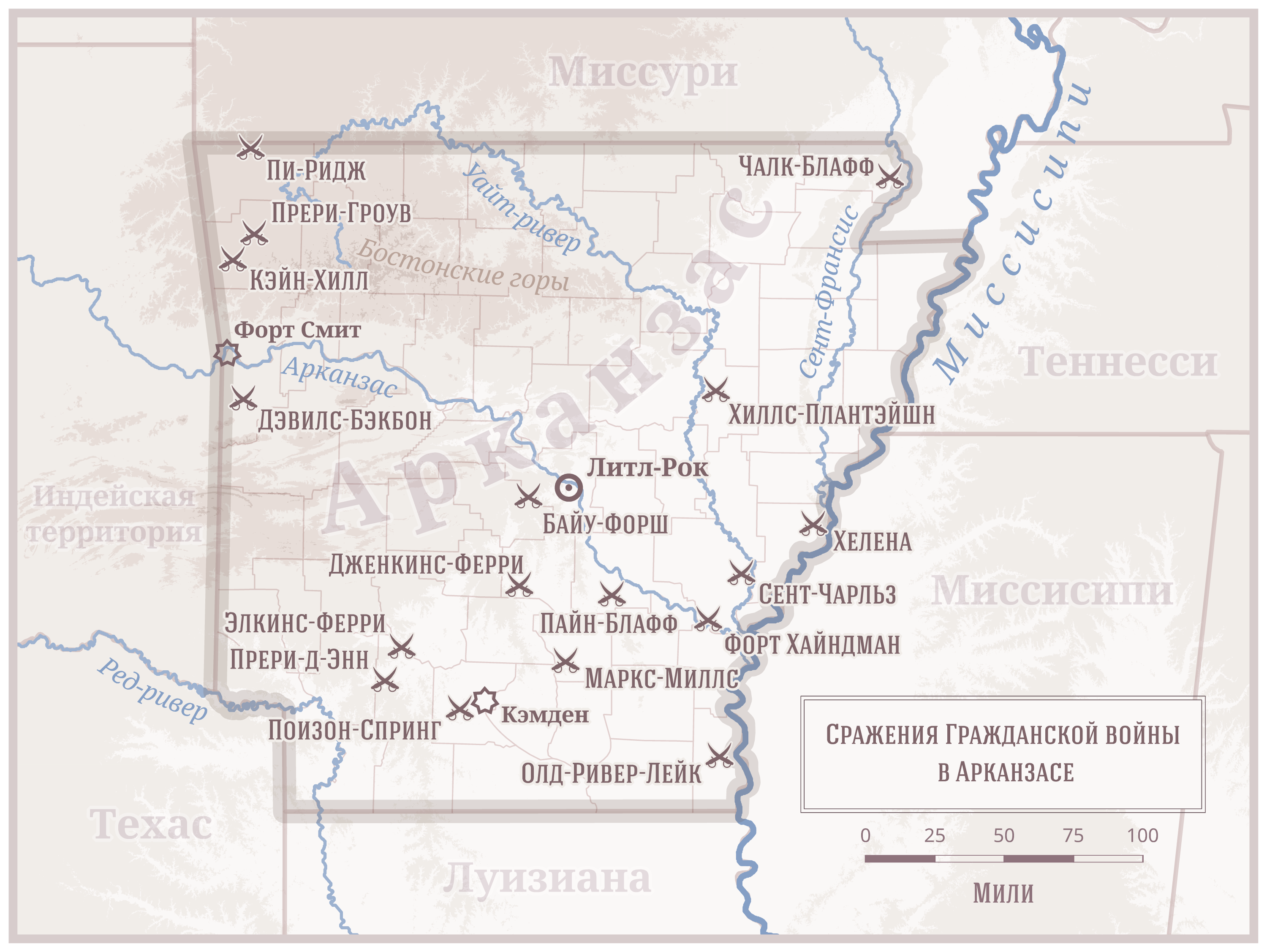
Сражения Гражданской войны в Арканзасе.

Арканзас в Гражданской войне — во время американской Гражданской войны штат Арканзас воевал на стороне Конфедерации, несмотря на то, что в начале сецессионистского кризиса Ассамблея штата проголосовала против выхода из Союза. Только в апреле 1861 года, после падения форта Самтер и прокламации Линкольна о наборе добровольцев в армию штат принял решение об отделении от Союза. В дальнейшем Арканзас был важным участником войны, поскольку контролировал навигацию по реке Миссисипи.
В первый год войны арканзасская армия вступила в Миссури и разбила федеральную армию в сражении при Уилсонс-Крик, но в начале 1862 года северяне перешли в контрнаступление, вытеснили арканзасцев из Миссури и разбили их в сражении при Пир-Ридже. Хотя это сражение оставило Арканзас почти без армии, северяне не смогли развить успех и к концу года захватили только город Хелена на реке Миссисипи. В 1863 году южане атаковали Хелену, но их штурм был отбит. Федеральная армия снова стала наступать и в конце лета захватила Литл-Рок, столицу Арканзаса. Однако, в 1864 году южане смогли провести ряд успешных операций, они сорвали поход противника на Кэмден, вынудили его перейти к обороне и, пользуясь удачным моментом, совершили рейд в Миссури, но он закончился неудачей, после чего обе стороны перешли к обороне в Арканзасе. 2 июня армия Конфедерации к западу от Миссисипи капитулировала.
За время войны в Арканзасе было сформировано 48 пехотных полков, 20 артиллерийских батарей и более 20 кавалерийских полков. Все они служили на Западном театре, кроме 3-го Арканзасского пехотного полка, который воевал в составе Северовирджинской армии. Самым известным представителем Арканзаса среди офицеров Конфедерации стал Патрик Клейберн. Часть арканзасцев воевала за Северные штаты: они сформировали 4 пехотных полка, 4 кавалерийских, одну батарею и 4 пехотных «цветных» полка.

## Предыстория

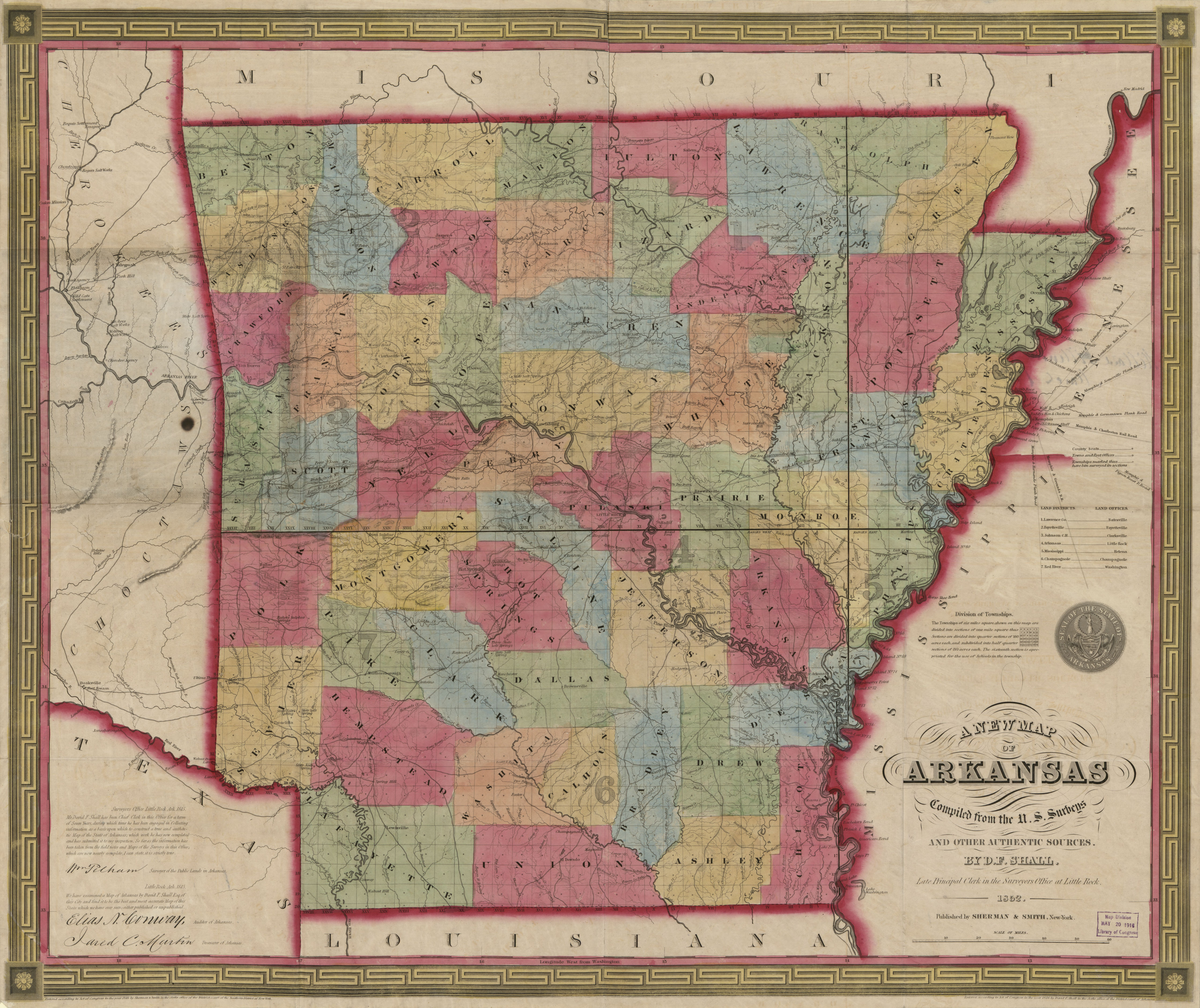
Карта Арканзаса 1852 года.

В предвоенные годы в Арканзасе росло производства хлопка, так что к 1850 году объёмы производства выросли до 26 миллионов фунтов. Одновременно росло количество рабов: к 1860 году в штате проживало уже 111 000 рабов и более 11 000 рабовладельцев. Чернокожие в основном концентрировались на равнинных плантациях востока и юго-востока. Спрос на рабов рос, а цены на них в Арканзасе стали одними из самых высоких на всём Юге.
С самого момента формирования штата в 1836 году в политики штата доминировал политический альянс Конвеев, Ректоров и Севиров, который стал известен в истории Арканзаса как «Семья» или «Династия»
В 1860 году собрался национальный конвент демократической партии в Чарлстоне. Делегаты от севера и делегаты от юга не достигли взаимопонимания, поэтому южане покинули конвент (в их числе 6 из 8-ми делегатов от Арканзаса). Конвент снова собрался в Балтиморе, и южане снова ушли с конвента, после чего собрались на свой собственный съезд и выдвинули кандидатом Джона Брэкинриджа. В это же самое время в Арканзасе прошли губернаторские выборы. Элиас Конвей надеялся провести в губернаторы Ричарда Джонсона, но в выборы включился Генри Ректор, который тоже был членом «Семьи», но находился с ней в конфликте. Выборы прошли 6 августа, Ректор победил, Томас Хайндман был переизбран в Конгресс, а его друг Эдвард Гантт стал конгрессменом от южного округа. Историки приписывают победу оппозиции политическим талантам Хайндмана.
На президентских выборах 1860 года Арканзас поддержал Белла и Брекинриджа, причём последний добился поддержки и «Семьи» и фракции Хайндмана. Брэкинридж получил 28 783 голосов (53 %), Белл 20 094 голоса (37 %), а Дуглас, против которого были и «Семья», и Хайндман, получил 5 227 голосов (9 %). На национальном уровне на выборах победил Авраам Линкольн. В Арканзасе к этому отнеслись в целом равнодушно. Губернатор Ректор на своей инаугурации 15 ноября призвал избегать необдуманных решений. Арканзасские конгрессмены призывали к немедленной сецессии. 20 декабря о сецессии объявила Южная Каролина. Уже на следующий день конгрессмены Джонсон и Хайндман призвали созвать конвент для решения вопроса о сецессии. 22 декабря палата представителей Арканзаса поддержала это предложение, но сенат дал согласие только 15 января, и назначил выборы делегатов на 18 февраля.
15 января 1861 года ассамблея приняла ряд мер по повышению обороноспособности штата. Было выделено $100 000 на приобретение оружия и назначены два комиссара (Томас Черчилль и К. Дэнли). Его предполагалось закупить в северных штатах и вывезти через Цинциннати, но вскоре обнаружилось, что вывоз оружия из Цинциннати запрещён.
За январь ещё шесть штатов покинули Союз, в том числе соседние Луизиана, Миссисипи и Техас. От губернатора стали требовать разоружения федерального гарнизона в Арсенале Литтл-Рока. Пошли слухи, что федеральные власти собираются усилить гарнизон арсенала. Почти 1000 человек собрались в столице штата, чтобы воспрепятствовать федералам. 6 февраля губернатор встретился с командиром гарнизона, Джеймсом Тоттеном, и предложил сдать арсенал. Тоттен не получал указаний начальства, поэтому согласился при условии, что ему дадут возможность уйти со всем снаряжением, и что это не будет считаться капитуляцией. Он подписал меморандум, где говорилось, что он отступил перед превосходящими силами, чтобы не провоцировать гражданскую войну. 18 февраля в алабамском Монтгомери был избран первый президент Конфедерации, а в Арканзасе в тот же день прошёл референдум. Большинство (27 412 против 15 826) высказалось за созыв конвента, но выбранные делегаты были в массе настроены против сецессии.

77 делегатов конвента собрались 4 марта (в день инаугурации Линкольна), и юнионисты оказались в большинстве. Они отказались издавать ордонанс о сецессии и даже не хотели давать согласие на референдум по этому вопросу, но в итоге уступили и референдум был назначен на август. Между тем, 12 апреля начались бои за форт Самтер, 14 апреля форт капитулировал, а 15 апреля Линкольн призвал набрать 75 000 добровольцев для ведения войны, в том числе потребовал 780 человек от Арканзаса. Губернатор Ректор ответил, что «жители этого штата — свободные люди, а не рабы, и они будут до последнего защищать свою честь, жизнь и имущество от лжи и агрессии Севера». Эти события сразу изменили общественное настроение в Арканзасе. Сразу после Самтера губернатор Ректор поручил тысяче ополченцев под командованием полковника Солона Борланда занять форт Смит. Экспедиция Борланда к форту выглядела, по словам очевидцев, как выезд на пикник. Борланд добрался до форта 23 апреля, но федеральный гарнизон к тому времени покинул форт со всем своим имуществом. Многим показалось, что война уже закончилась.
6 мая снова собрался конвент, и теперь только 5 из 70-ти делегатов выступали за сохранение Союза. Это были Болингер, Айзек Мёрфи, Джон Кэмпбелл, Сэмуэль Келли и Томас Гантер, но и они (кроме Мёрфи) подписали ордонанс о сецессии ради единства штата. В 16:00 в тот же день Арканзас официально вышел из состава Союза.

## Ход войны

### 1861 год
Арканзасский конвент работал до 3 июня. Он легализовал банки, начал подготовку к созданию новой конституции, переназначил сенаторов штата, и заодно сократил срок службы губернатора с 4-х лет до двух. Ополчение штата было выведено из подчинения губернатору и передано под контроль специальной комиссии из трёх человек. Консерваторы следили за тем, чтобы на конвент не влияли радикальные сецессионисты. Когда пять арканзасцев были отправлены в Конгресс Конфедерации, среди них был только один сторонник сецессии, Роберт Джонсон, а остальные до апреля были юнионистами. Другой причиной для беспокойства стало сопротивление сецессии: к концу 1861 года жители округов Сирси, Изард, Кэрролл, Фултон, Мэрион и Ван Бюрен организовали Арканзасское Общество Мира для сопротивления войне. Многие были сразу арестованы, но оппозиционные настроения в регионе продержались до конца войны. Некоторые потом присоединились к федеральной армии: Арканзас оказался вторым после Теннесси штатом по количеству таких присоединившихся.
В это время арканзасцы с энтузиазмом записывались в армию, война обещала быть быстрой и короткой, что подтверждали первые успехи: капитуляция гарнизона в Литл-Рок и сдача форта Смит. В число добровольцев попал даже английский иммигрант и будущий исследователь Африки, Генри Мортон Стэнли. Город Хелена, население которого едва превышало 1000 человек, дал Конфедерации шесть генералов, в их числе Патрика Клейберна, который считался одним из лучших командиров дивизионного уровня. Арканзас имел большое стратегическое значение, он позволял контролировать реку Миссисипи и прикрывал Луизиану, а также давал возможность вторгаться в пограничный штат Миссури. Но правительство Конфедерации воспринимало Арканзас только как источник рекрутов для армий на востоке. Почти все полки, сформированные в Арканзасе в 1861 году, были сразу отправлены на восток. В Арканзасе было сформировано 35 пехотных полков, из них только 3 полка служили в Вирджинии: 1-й Арканзасский полк полковника Джеймса Фэйгана участвовал в Первом сражении при Булл-Ран, хотя и не был задействован в боевых действиях. Позже он участвовал в сражении при Шайло, в Кентуккийской кампании, в сражении при Чикамоге и Битва за Атланту. 2-й Арканзасский батальон прошёл Семидневную битву, после чего был расформирован. 3-й Арканзасский пехотный полк участвовал в Семидневной битве, в Мэрилендской кампании, и всех сражениях на востоке до капитуляции при Аппоматтоксе.
На местах известные политики и бизнесмены набирали роты размером в 100 человек, после чего роты отправлялись в Литл-Рок, сводились в полки и принимались на службу штата и Конфедерации. После формирования их сразу отправляли в тренировочные лагеря, обычно на север Арканзаса. Скопление большого количества людей в лагерях привело к распространению детских болезней: кори и свинки, которыми большинство арканзасцев ранее не болело. Антисанитария приводила к вспышкам тифа и диареи. Сотни новобранцев умерли от болезней ещё до начала боевых действий. И тем не менее, Арканзасу удалось сформировать армию, и в мае журналисты писали, что она готова к боевым действиям.

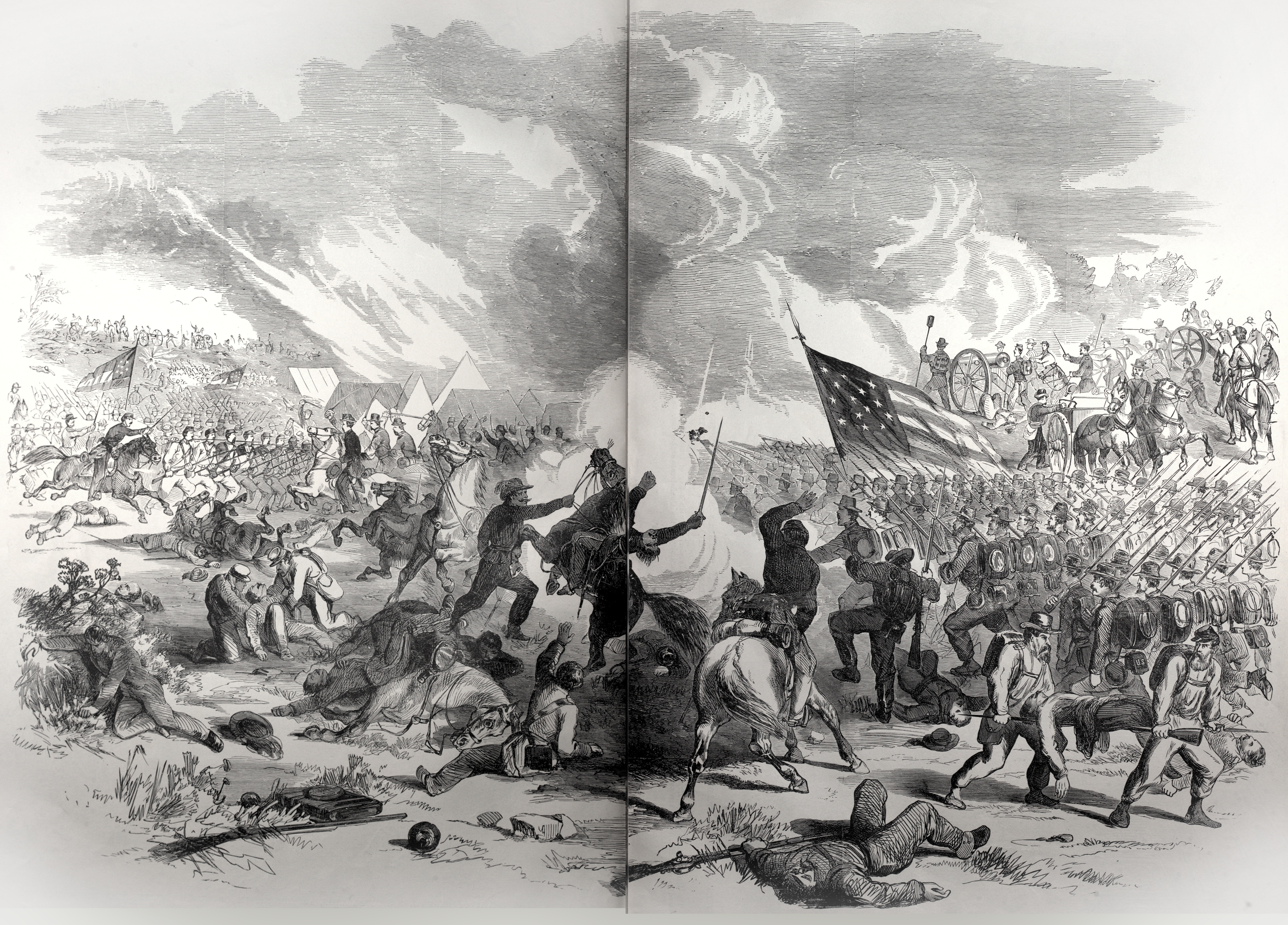
Сражение при Уилсонс-Крик, гравюра 1861 года

В мае 1861 года Бенжамин Маккалох получил звание бригадного генерала и задание заняться обороной Арканзаса и Индейской территории. В том же мае федеральные войска покинули Индейскую территорию, но южане опасались возможных рейдов со стороны Канзаса. Маккалоху было велено стоять в обороне, но в августе он собрал свои войска и отправил их в Миссури на усиление армии Стерлинга Прайса, который отступал под давлением федеральных войск Натаниеля Лайона. Отряды Маккалоха и Прайса соединились в миссурийском Карфагене, и Маккалох принял общее командование, так как был генералом армии Конфедерации. 7 августа Маккалох подошёл к армии Лайона около Спрингфилда, но не атаковал его из-за плохой погоды. 9 августа Лайон решил сам атаковать и выдвинулся ночью двумя колоннами: он сам планировал атаковать южан с фронта, а колонна Франца Зигеля должна была выйти им в тыл. Утром 10 августа началось Сражение при Уилсонс-Крик, одно из крупнейших сражений начальной фазы войны. Колонна Лайона ударила по левому флангу южан, а Зигель вышел к правому. Маккалох поручил Прайсу командовать левым флангом а сам атаковал Зигеля и обратил его войска в паническое бегство. Прайс и его миссурийцы едва удерживали позицию, когда к ним на помощь подошли 2-й и 3-й Арканзасские полки конных стрелков и 3-й Арканзасский пехотный полк. Они контратаковали федералов и остановили их наступление. Генерал Лайон погиб в этой фазе боя. Остатки его войск отступили в Спрингфилд. 2000 арканзасцев участвовали в этом сражении. Эта победа привела к тому, что Джон Росс, вождь чероки, заключил союзный договор с Конфедерацией. После сражения Прайс начал преследование противника, но Маккалох не был уверен, что имеет право вести боевые действия в Миссури, который ещё не вышел из состава Союза, и вернулся обратно в Арканзас. Там арканзасским военным предложили пойти на службу в Армию Конфедерации, но это означало, что их отправят за пределы штата, поэтому многие отказались, а многие роты вообще разошлись по домам.
Поскольку разногласия между Маккалохом и Прайсом мешали эффективному управлению, поэтому командование Конфедерации отправило в Арканзас Эрла ван Дорна, который принял общее командование над обоими, и тем самым был учреждён Трансмиссисипский дистрикт (официально — 10 января 1862 года). Ван Дорн разместил свой штаб в городе Покахонтас на севере Арканзаса и стал готовиться к вторжению в Миссури, которое было запланировано на весну 1862 года.

### 1862 год
В начале 1862 года арканзасские войска под командованием Макклоха насчитывали 8 700 человек при 18-ти орудиях и стояли зимним лагерем около Файетвилла. В ста милях к северу, на территории штата Миссури, стояла армия Прайса, численностью 8 000 человек при 47-ми орудиях. Она размещалась в лагерях под Спрингфилдом. У этой армии были некоторые организационные проблемы, но она уже обрела боевой опыт в 1861 году и представляла ощутимую угрозу для федерального Сент-Луиса. В то время Сент-Луис был главной базой Миссурийского департамента, который с 19 ноября 1861 года возглавлял Генри Халек. Он был способным администратором, и намеревался удержать Сент-Луис и отбить у противника юго-запад штата. 25 декабря 1861 года он поставил генерала Самуэля Кёртис во главе Округа Юго-западного Миссури, и поручил ему Юго-западную армию размером в 12 000 человек при 50-ти орудиях. Кёртис был выпускником Вест-Пойнта, конгрессменом от Айовы и одним из создателей Республиканской партии. Он тоже был способным администратором и обладал талантами командира.
В середине февраля 1862 года бригадный генерал Кёртис начал наступать на Прайса с отрядом в 12 000 человек. Прайс запрашивал подкреплений, но ничего не получил, поэтому 12 февраля он покинул Спригфилд и начал отступать на юг. 16 февраля 1862 года произошла перестрелка на Биг-Шуга-Крик, известная так же как Стычка у Поттс-Хилл, которая стала первым сражением Гражданской войны на территории Арканзаса. На следующий день федеральная армия торжественно вступила в Арканзас и Кёртис доложил Халлеку, что «флаг Союза снова развивается над Арканзасом!». 17 февраля Кёртис перешёл хребет Пи-Ридж и на рубеже реки Литл-Шуга-Крик произошла небольшая перестрелка, которая стала первым сражением, которое уже полностью, а не частично, происходило на территории Арканзаса. Южане отошли в город Фейетвилл, где хранилось множество военных припасов, но вывезти их не было возможности. Склады были сожжены, что привело к пожарам в городе. Южане отступили в Бостонские горы, южную окраину плато Озарк. Коммуникации Кёртиса уже были опасно растянуты (он удалился на 200 миль от железной дороги), поэтому он прекратил наступление и разместил свою армию в двух лагерях около Бентонвилла. Наступление Кёртиса разрушило все планы Ван Дорна на весеннее наступление. 2 марта он лично прибыл в Бостонские горы и принял командование войсками. Он решил перехватить инициативу и внезапно атаковать Кёртиса. Уже 4 марта его армия, примерно 16 000 человек при 65-ти орудиях, начала выдвигаться на север. Ван Дорн надеялся вклиниться между федеральными лагерями и разбить их по одиночке. Однако, когда он подошёл к Бентонвиллу 6 марта, Кёртис уже знал о его наступлении и отвёл войска на оборонительную позицию на высоты над Литтл-Шуга-Крик.
Ван Дорн не хотел бросать утомлённую маршем армию на штурм укреплённой позиции, но не хотел и терять инициативу. Он решил ночным маршем обойти правый фланг противника и выйти ему в тыл, тем самым отрезав его от коммуникаций. Этот план был грамотно составлен, но уставшая и голодная армия ван Дорна не смогла его реализовать: к утру 7 марта только дивизия Прайса вышла на указанную позицию, а дивизия Макалоха сильно отставала. Чтобы выиграть время, Ван Дорн велел Маккалоху идти коротким путём, огибая хребет Пи-Ридж не с севера, а с юга. Кёртис заметил манёвры противника и стал разворачивать свою армию, чтобы атаковать и дивизию Прайса к востоку от Пи-Ридж, и дивизию Маккалоха к западу от хребта. Началось сражение при Пи-Ридже, которое пошло удачно на участке Маккалоха: ему удалось разбить несколько род федеральной кавалерии, но сам он был убит залпом федеральной пехоты. Когда погибло ещё несколько командиров, южане начали отходить с поля боя. Дивизия Прайса удержала позицию, и люди Маккалоха постепенно присоединились к ней. Утром 8 марта Кёртис ожидал второй атаки, но у Ван Дорна уже заканчивались боеприпасы. Тогда в 10:00 Кёртис сам пошёл в наступление, и Ван Дорн приказал армии отходить. Южане потеряли в этом бою почти 2000 человек, а северяне около 1400.
Сражение при Пи-Ридже стало поворотным моментом войны в Арканзасе. Штат Миссури теперь был в безопасности, а южане понесли потери, от которых так и не смогли восстановиться. Более того, после сражения генерал Борегар перевёл Ван Дорна со всей армией и боеприпасами в Миссисипи, оставив Арканзас полностью беззащитным. Кёртис сначала отступил в Миссури, но когда он убедился, что Ван Дорн уходит в Миссисипи, он вернулся: 29 апреля он снова вступил в Арканзас, 2 мая занял Бейтсвилл, а 4 мая Джексонпорт. Ему осталось пройти 100 миль до Литл-Рок, и падение столицы Арканзаса казалось неизбежным. Губернатор Ректор покинул столицу и в гневе требовал от президента помощи, угрожая в ином случае покинуть Конфедерацию. Однако, в этот самый момент Кёртису приказали перевести 10 полков в Теннесси, и у него осталось всего 12 000 человек, при опасно растянутой коммуникации. Кроме того, подошла техасская кавалерия, которая изначально шла на Восток, но ей изменили приказы и велели оборонять Арканзас. В середине мая участились нападения на федеральных фуражиров: Кёртис отложил наступление на Литтл-Рок, потребовал доставить ему припасы по воде и сам направился навстречу флоту, но не нашёл его, и отправился к городку Хелена Хелена на реке Миссисипи.

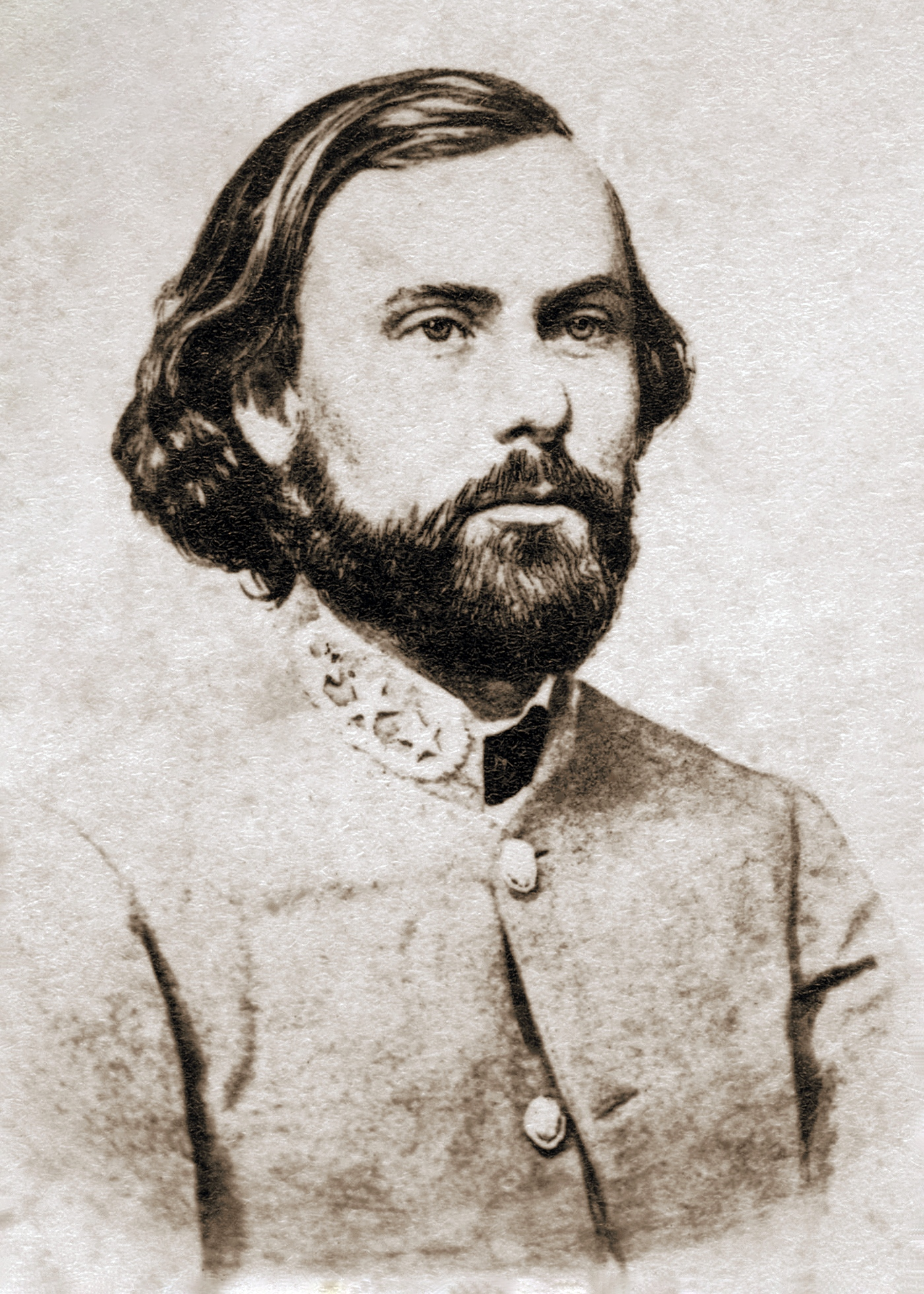
Хайндман около 1862 года.

В конце мая федералы уже не угрожали столице, и губернатор вернулся в Литл-Рок. В то же время правительство Конфедерации направило в Арканзас Томаса Хайндмана, который в начале мая получил звание генерал-майора. В его распоряжении не было ни людей ни ресурсов, но он с энтузиазмом принялся за дело: обладая почти диктаторскими полномочиями он ввёл в штате военное положение и жёсткими мерами провёл мобилизацию. Он распорядился уничтожать все запасы на пути движения федеральной армии и разрешил использовать партизанские отряды для нападения на линии снабжения противника. Одна такая линия шла к базе Кёртиса в Джексонпорте по реке Уайт. Южане построили батарею на реке Уайт у городка Сент-Чарльз. Они сняли орудия с броненосца Maurepas и пароходов Mary Patterson и Eliza G, и затопили их, заблокировав реку Уайт. 17 июня четыре федеральных броненосца подошли к Сент-Чарльзу. Первый же выстрел (известный как «самый смертельный выстрел войны») вывел из строя броненосец Mound City. Тогда 46-й Индианский пехотный полк атаковал батарею с суши и захватил её. Сент-Чарльз был взят, но удержать его возможности не было и северяне отступили. Хайндман доложил о потере 6-ти человек убитыми и одного ранеными. Федеральный флот пошёл вверх по реке на соединение с Кёртисом, но не смог добраться до него из-за низкой воды, и Кёртис не получил необходимых ему запасов продовольствия.
Партизанская война затруднила положение федеральной армии, но имела и побочные эффекты, так как под видом партизан иногда действовали обычные бандиты. Хайндману не удалось остановить Кёртиса, но он смог оттянуть капитуляцию Литтл-Рок на целый год. 12 июля армия Кёртиса без боя заняла Хелену и превратила город в свою базу снабжения. Томас разметил штаб в доме Хайндмана и освободил всех его рабов.
Историк Марк Крайст писал, что Пи-Риджская кампания была выдающимся событием Гражданской войны: федеральная армия прошла 700 миль по сложной местности, выиграла решающее сражение и разработала новые методы мобильной войны. Она достигла всех своих целей кроме захвата Литл-Рока. В то же время ван Дорн не смог занять Миссури и не смог защитить Арканзас, а Хайндман успел только предотвратить катастрофу. К концу кампании баланс сил заметно сместился в пользу Севера.
Между тем по условиям конституции 1861 года выборы нового губернатора были назначены на осень 1862 года. Ректор выставил свою кандидатуру, а оппозицию предложила Харриса Флэнагина, участника сражений при Уилсонс-Крик и Пи-Ридже, который на тот момент был полковником 2-го Арканзасского полка конных стрелков. На голосовании в октябре он получил 18 187 голосов (при 7 419 голосов за Ректора) и стал 7-м губернатором Арканзаса. Он оказался в сложном положении, поскольку штату не хватало денежных средств. Военное командование тоже действовало не эффективно. Хайндман был отстранён от командование департаментом из-за жалоб на его деспотизм, а в октябре президент Дэвис присвоил звание генерал-лейтенанта Теофилусу Холмсу и поручил ему возглавить Трансмиссисипский департамент. Ранее он плохо проявил себя в войне на Восточном театре, но несмотря на это, президент поручил ему очень сложный арканзасский театр. И ему не оказали помощи, а наоборот, требовали выделения сил для обороны Виксберга.
Холмс прибыл в Арканзас 12 августа. Он не стал менять введённые Хайндманом законы, но применял их мягче, реже, и, как следствие, менее эффективно. 20 августа он поделил департамент на три участка. Хайндман возглавил Арканзасский участок, куда входили Арканзас, Миссури и Индейская территория. Пользуясь затишьем, он начал реорганизацию армию и укрепление обороны Литл-Рок.
В конце 1862 года Холмс разместил половину всех своих войск вдоль рек Арканзас и Уайт-ривер, чтобы отразить наступление со стороны Хелены, а остальные войска, под командованием Хайндмана, поместил на северо-западе, для отражения наступления из Миссури. Между тем 19 сентября во главе Миссурийского департамента был поставлен генерал Кёртис, который поручил генералу Джону Скофилду выбить противника из южного Миссури. В октябре 1862 года три федеральные дивизии вошли в северо-западный Арканзас, заняли Файетвилл и Бентонвилл, но уже в октябре две из них ушли, оставив в Арканзасе только дивизию генерала Джеймса Бланта. 20 ноября Скофилд заболел, и командование перешло к Бланту. Он сразу начал решительное наступление силами своей дивизии, оставив две другие около Спрингфилда. Тем самым он неосторожно разделил свою армию.
В начале декабря Блант стоял у Кэйн-Хилл, всего в 30-ти милях от позиций Хайндмана. Тот решил атаковать Бланта, что в случае удачи давало шансы на вторжение в Миссури. Предполагалось обойти левый фланг федералов и атаковать их с востока. У Хайндмана было 11 000 человек (в основном новобранцев) и 22 орудия. Блант стоял на невыгодной позиции, но не пожелал отступать. Он занял оборону на высоте Кэйн-Хилл и запросил подкрепления. 6 декабря Хайндман незамеченным вышел к флангу Бланта, но неожиданно встретил 7-тысячный отряд Фрэнсиса Херрона, который за три дня прошёл 110 миль от Спрингфилда. Оказавшись между войсками Бланта и Херрона, Хайндман отступил на оборонительную позицию и стал ждать атаки противника. 7 декабря, несмотря на неравенство сил, Херрон атаковал Хайндмана и началось сражение при Прерие-Гроув. Ни одной из сторон не удалось оттеснить противника с позиции, но у Хайндмана заканчивались боеприпасы, поэтому 8 декабря он отступил. Каждая сторона потеряла примерно 1250 человек.
В конце года Блант перешёл Бостонские горы, разграбил город Ван Бюрен и отступил в лагеря у Прерие-Гроув. Этим закончилась кампания 1862 годы. Федералам удалось захватить плацдарм на северо-западе и теперь правительство Арканзаса почти не контролировало север штата за рекой Арканзас. Они удерживали Хелену и их броненосцы свободно крейсировали по реке Миссисипи. Арканзасу теперь хватало сил только для партизанской войны.

### 1863 год

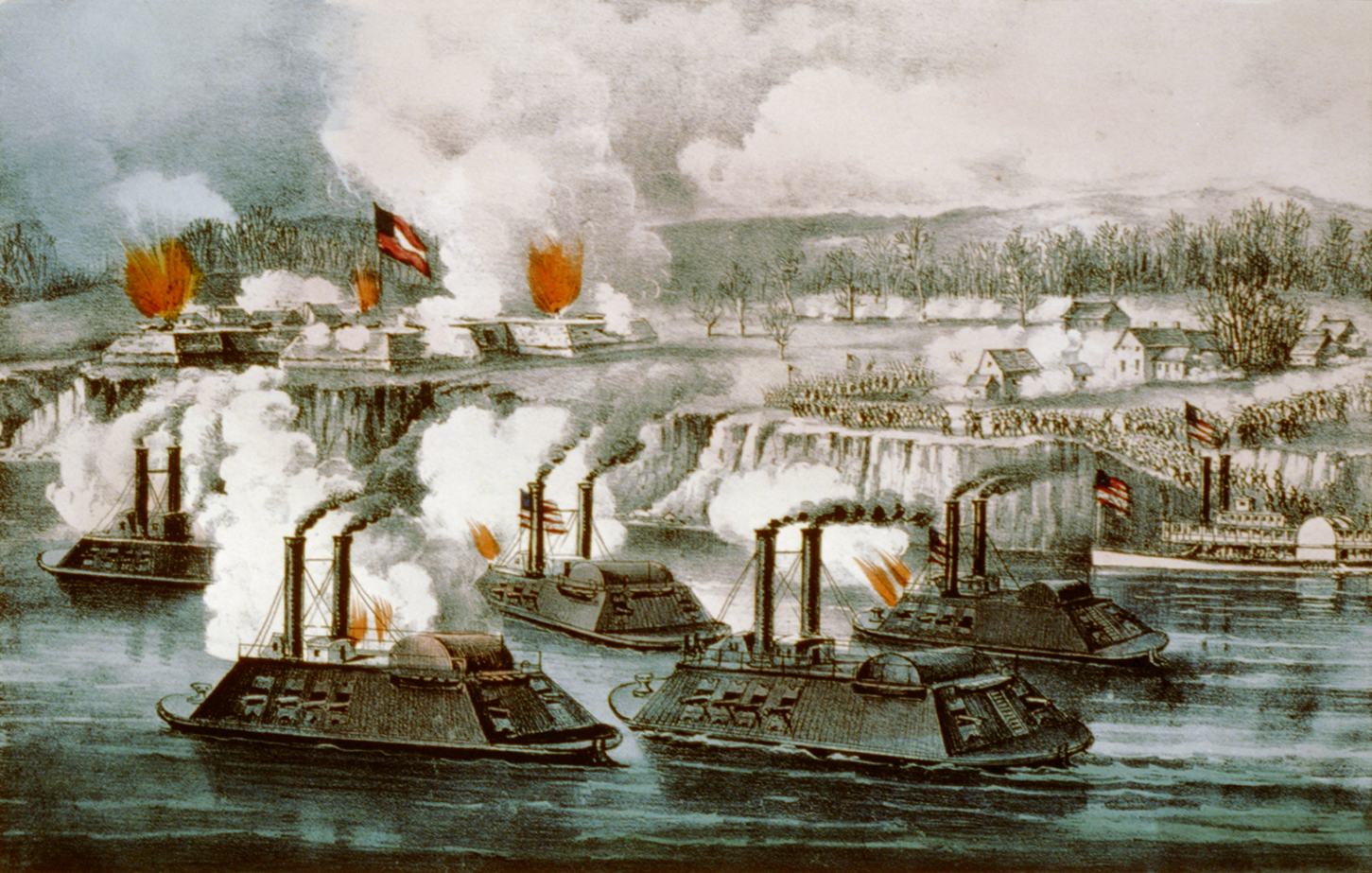
Бомбардировка форта Хайндман федеральным флотом

В январе 1863 года Теофилус Холмс был отстранён от командования Трансмисссисипским департаментом и заменён на Эдмунда Кирби Смита, но Арканзас остался под его управлением. По просьбе конгрессменов от Арканзаса правительство Конфедерации перевело Хайндмана на запад, но этот не помогло гармонизировать арканзасское общество. Если ранее юнионистские настроения встречались только на севере штата, то теперь они стали проявляться и в других регионах. Арканзасцы устали от войны, были недовольны рекрутским набором, и ситуация требовала чрезвычайны мер. В конце января 1863 года президент Дэвис разрешил Холмсу ввести военное положение с 9 февраля. Но несмотря на жёсткие меры, недовольство властями росло весь год. На поддержание порядка пришлось отвлекать войска с фронта .
К концу 1862 года Холмс осознал, что федералы могут прорваться к Литтл-Року по реке Арканзас, и приказал возвести форт на месте, где в ранние периоды истории штата находился Арканзас-Пост. Укрепление назвали Форт Хайндман, в нём находился гарнизон в 5000 человек под командованием бригадного генерала Томаса Черчилла. Форт прикрывал подходы к Литтл-Рок и одновременно служил базой для нападений на федеральный суда на Миссисипи. В конце декабря южанам удалось захватить транспортный корабль и отвести его к форту. Это привлекло внимание федеральной армии, которая в это время осаждала Виксберг. 8 января 1863 года генерал Джон Макклернанд отправил к форту 32 000 пехотинцев под прикрытием речных броненосцев адмирала Портера. 10 января началось Сражение за форт Хиндман: броненосцы начали бомбардировку форта, а пехота стала выдвигаться к нему по суше. В ночь на 11 января Холмс приказал Черчиллу удерживать форт любой ценой, но с утра началась пехотная атака и федералы подобрались к самым стенам форта. В этот момент кто-то поднял белый флаг, и северяне ворвались в форт. Черчиллу пришлось сдаваться. Он потерял 60 человек убитыми и около 80 человек ранеными. 4793 человека попало в плен. Северяне во время штурма потеряли около 1000 человек. Макклернанд разрушил форт и отступил к Виксбергу. Утрата форта стала тяжёлым моральным ударом для арканзасцев.

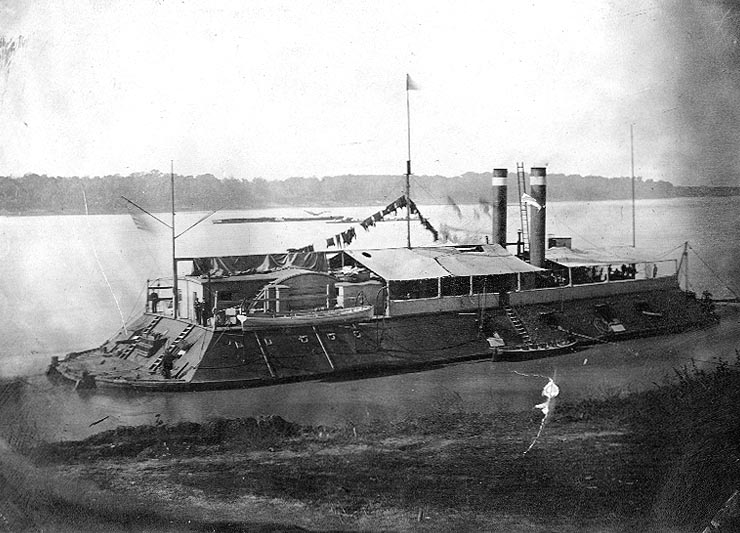
Колёсный броненосец USS Cincinnati

Поле захвата форта Хайндман федеральная армия повторила попытку захвата форта Чарльз на реке Уайт. Адмирал Портер помог перебросить на реку Уайт 9000 пехотинцев и 2000 кавалеристов, которыми командовал генерал Уиллиса Гормана. Портер выделил для поддержки Гормана броненосцы USS Cincinnati и USS Baron DeKalb, а также корабли USS Romeo и USS Forest Rose с оловянным бронированием. 13 января федералы подошли к форту, но обнаружили, что южане покинули укрепления и увезли вверх пот реке все орудия. Горман продолжил наступление вверх по реке и захватил городки Деуоллс-Блафф и Дес-Арк в округе Прери.
Несмотря на трудное положение, южане не отказывались от планов вторжения в Миссури. В январе 1863 года Джон Мармадюк совершил рейд на миссурийский Спрингфилд и пришёл к выводу, что более крупный рейд может быть поддержан местными сецессионистами. Холмс сомневался в успехе набега, но Мармадюк уговорил его. Пока Мармадюк добивался разрешения на рейд, бригадный генерал Уильям Кейбелл начал кавалерийское наступление на Файетвилл. 18 апреля 1863 года произошло сражение при Файетвилле: Кейбелл атаковал федеральный гарнизон, но был отбит, потеряв 75 человек убитыми, ранеными и пропавшими без вести. Одновременно (17 апреля) Мармадюк начал свой второй рейд с отрядом в 5000 человек. Многие в отряде не имели оружия или коней, но Мармадюк рассчитывал на захват федеральных арсеналов. Он напал на федеральные войска у Блумфилда, но те отступили к укрепленной базе у Кейп-Жирардо. Мармадюк не решился атаковать Кейп-Жирардо, а федералы тем временем начали перебрасывать на базу подкрепления. Мармадюк был вынужден отступать в сторону Хелены, его люди сумели построить мост через реку Фрэнсис и в ночь на 2 мая перейти на арканзасскую сторону реки. Попытка северян помешать переправе привела к небольшое перестрелке у Чалк-Блафф. Рейд Мармадюка не дал никаких результатов, и командование Юга пришло к пониманию, что переломить ситуацию может только крупная победа.

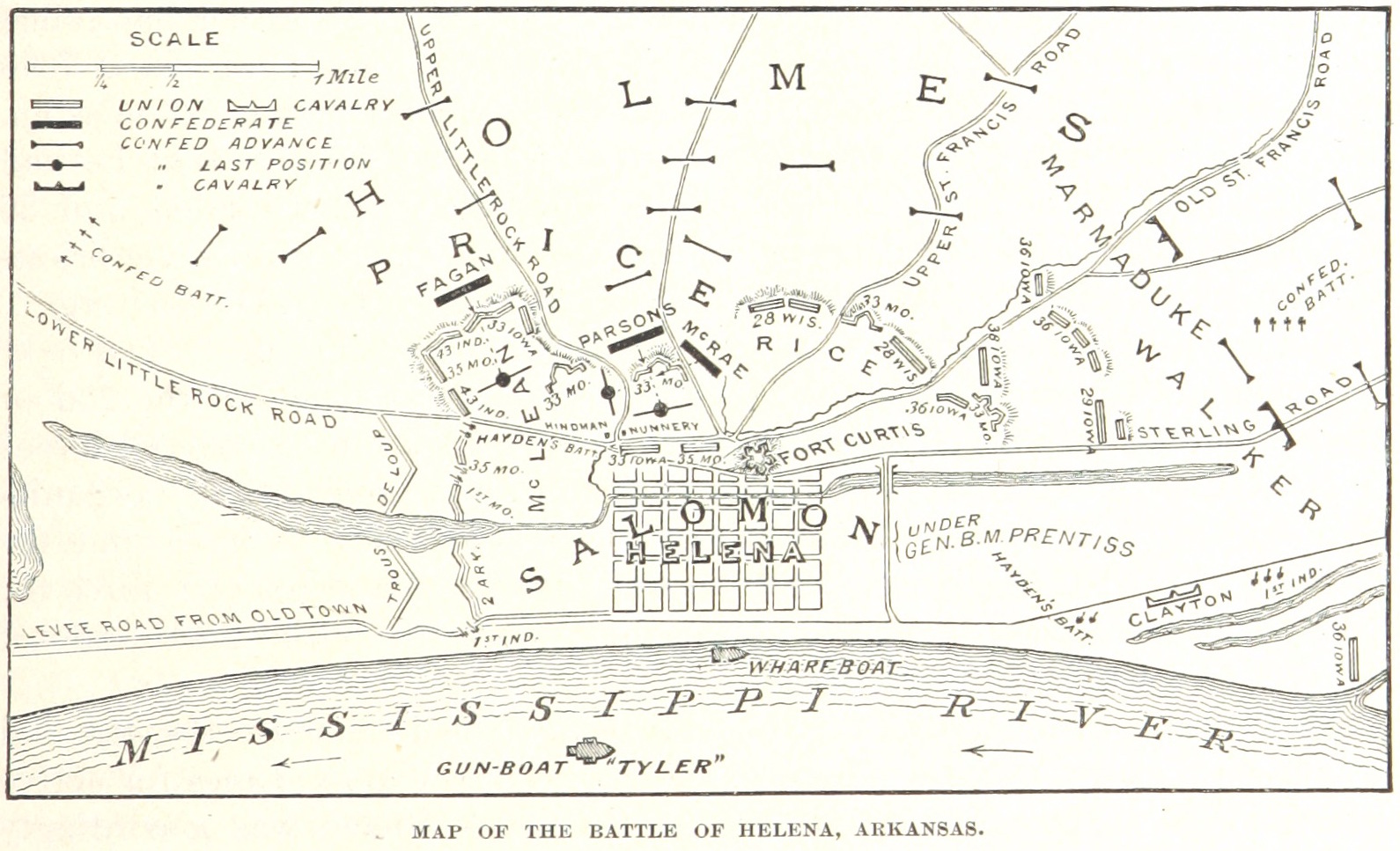
Штурм Хелены 4 июля 1863 года.

Такой победой Холмсу показался захват городе Хелена. В случае успеха это могло отвлечь федералов от осады Виксберга, а в случае падения Виксберга Хелена обеспечила бы контроль над рекой Миссисипи. Гарнизон Хелены даже после переброски части сил к Виксбергу, составлял 4000 человек, но город был хорошо укреплён. 6 июля начался штурм Хелены силами трёх отрядов: Мармадюк с отрядом в 1750 человек атаковал с северо-запада, Джеймс Фейган с отрядом 1300 человек наступал с юго-запада, а Прайс с отрядом 3000 человек атаковал центр. Но скоординированной атаки не получилось, лишь Прайсу удалось захватить участок укреплений, но и он вынужден был отступить. Южане потеряли 1600 человек, а северяне всего 239. Известия с неудачей у Хелены совпали с новостями о неудаче Северовирджинской армии под Геттисбергом 3 июля и с известиями о капитуляции Виксберга 4 июля. Теперь Арканзас был полностью отрезан от восточных штатов.
К концу лета северяне одержали несколько побед на Индейской территории и вынудили южан оставить Форт Смит. К началу сентября они контролировали и верховья и низовья реки Арканзас, и только Литл-Рок оставался в руках южан. 10 августа 1863 года федеральный отряд размером 600 человек выступил из Хелены на Литл-Рок под командованием Фредерика Стила. Холмс был болен, поэтому обороной столицы занимался Стерлинг Прайс. У него было всего 8 000 человек, но он был готов оборонять Литл-Рок и возвёл укрепления по обе стороны реки Арканзас. В конце августа произошло несколько кавалерийских стычек на окраинах столицы, после чего подошла основная федеральная армия, численностью 14 500 человек. В это время конфликт между Мармадюком и генералом Люциусом Уокером, тлевший с дней штурма Хелены, вспыхнул с новой силой и привёл к дуэли, на которой Уокер погиб 7 сентября. Это стало последней известной истории дуэлью в истории Арканзаса, но она подорвала дух арканзасцев в критический момент. 10 сентября Стил начал приближаться к городу. Прайс надеялся на укрепления северной стороны, но он понял, что противник может обойти его с юга, поэтому отвёл войск за реку Арканзас и начал отступать на юго-запад к Аркаделфии. В 19:00 федеральная армия вступила в город и администрация города формально капитулировала. Стил взял столицу, потеряв 137 человек за всю кампанию.
Пока Стил закреплялся в столице, а генерал Клейтон в Пайн-Блафф, Прайс отступал к Кэмдену. Мармадюк надеялся перехватить инициативу, но так как Литтл-Рок был слишком серьёзной целью, то он решил атаковать Клейтона в Пайн-Блафф. 25 октября Мармадюк подошёл к Пайн-Блафф тремя колоннами он рассчитывал на внезапное нападение, но именно в тот день Клейтон устраивал смотр своим частям и они были в полной боевой готовности. Сражение при Пайн-Блафф стало неудачей Мармадюка, он смог ворваться в город, но не сумел разбить отряд Клейтона. После пяти часов боя он отступил, уведя с собой 300 негров и 250 лошадей.
В те же дни проходил так называемый рейд Шелби. В конце сентября генерал Джозеф Шелби выступил из Аркадельфии с отрядом в 800 человек. Он прошёл через Хантсвилл и Бентонвилл и вступил в Миссури. Он сумел захватить федеральный склад в Неошо и приближался к Джефферсон-Сити, но северяне успели стянуть войска к столице Миссури, поэтому Шелби пришлось отступать. 26 октября он вернулся в Арканзас, убив и взяв в плен за время рейда около 1000 северян, уничтожив имущества на два миллиона долларов и набрав 800 рекрутов. Но рейд Шелби не изменил ситуации в Арканзасе, где северяне к концу года контролировали основную часть штата. Их власть, однако, распространялась только на крупные города. Южане надёжно удерживали юго-запад: временной столицей стал Вашингтон, а армия стояла в Мурфрисборо, Кэмдене и Спрингхилле. Три четверти штата реально никем не контролировалась и представляла собой своего рода нейтральную полосу.

### 1864 год
8 декабря 1863 года президент Линкольн издал «Прокламацию об амнистии и реконструкции», больше известную как «План десяти процентов». Прокламация гласила, что если 10 % от населения 1860 года принесут присягу на верность Союзу, то они получат амнистию и право формировать своё правительство. Так как население Арканзаса в 1860 году составляло 54 152 человека, то для формирования правительства требовалось всего 5 415 присягнувших. Это количество было получено уже в январе, и генерал Стил объявил о созыве конституционного конвента 4 января 1864 года. Конвент проходил в виде отдельных, плохо организованных собраний. Генерал Клейтон говорил, что не более 23-х округов были представлены одновременно, и не более 45-ти делегатов собирались за один раз. 16 южных округов не прислали делегатов, но некоторые округа (Коламбия и Оачита) смогли это сделать. Конвент разработал конституцию, которая во многом напоминала конституции 1836 и 1861 года, но имела и ряд новшеств: она впервые вводила пост вице-губернатора и впервые запрещала рабство, хотя и не оговаривала правовой статус чернокожих. В марте конституция была одобрена общим голосованием: всего проголосовало 12 000 человек, из них 98 % высказались за новую конституцию и всего 266 человек против. Это же голосование одобрило кандидатуры должностных лиц: Айзек Мёрфи (активный противник сецессии на конвенте 1861 года) стал губернатором, аболиционист Марк стал вице-губернатором, а Роберт Уайт, секретарь конвента, занял пост секретаря штата. 18 апреля прошла инаугурация губернатора. В мае были выбраны сенаторы в Конгресс: Уильям Фишбек и Элайша Бакстер, но Конгресс не признал их, как и новое правительство Арканзаса, и по этой причине Арканзас не участвовал в президентских выборах 1864 года.
Пока шли выборы губернатора, федеральная армия готовилась к наступлению. Весной 1864 года предполагалось начать общее наступление всеми армиями на Ричмонд, Атланту и Мобил. Частью этого плана была кампания Ред-Ривер. Генерал Стил должен был наступать из Литл-Рок на Шривпорт, соединиться там с армией Натаниэля Бэнкса, и оттуда наступать в Канзас. Кампания должна была покончить с южанами в Арканзасе и вернуть Техас под контроль федеральных властей. У генерала Стила были большие сомнения в успехе кампании, он не хотел наступать по плохим дорогам через безлюдную местность, но он подчинился приказам и 23 марта вышел из Литтл-Рок с отрядом в 8500 человек. За неделю он прошёл 70 миль до Аркаделфии, где должен был встретить дивизию Джона Тэйера, наступавшую от форта Смит. Однако, Тэйера в Аркаделфии не оказалось. Стил продолжил наступление на Вашингтон, и подошёл к реке Литтл-Миссури, где его нагнала дивизия Тэйера, которая пришла почти без запасов продовольствия. Остановить Стила было поручено генералу Прайсу, который занял оборонительную позицию у Прерие-д-Энн. 10 апреля Стил подошёл к его позиции, но не решился атаковать. 12 апреля Прайс отошёл ближе к Вашингтону. Стил понял, что не сможет пробиться к Шривпорту, и повернул к Кэмдену, который занял 15 апреля. Прайс не имел сил для атаки Кэмдена, но он блокировал Стила в городе, не позволяя проводить фуражировки. 17 апреля Стил отправил фуражиров на запад под прикрытием 1000 человек конных и пеших. Они были атакованы южанами и разбиты в сражении при Пойзон-Спрингс. Особенно большие потери понёс 1-й Канзасский полк, набранный из чернокожих. Северяне потеряли 204 человека убитыми и 997 ранеными, 170 повозок и около 1200 мулов. Южане потеряли менее 100 человек. В захваченном обозе, помимо продовольствия, была найдена мужская, женская и детская одежда, посуда, и даже вещи из бедных негритянских домов.
Положение Стила осложнилось после того, как 8 апреля южане разбили Бэнкса в сражении при Мэнсфилде, заставили его отступать к Новому Орлеану, и тем самым высвободили часть сил для усиления Прайса. 20 апреля до Стила добрался провиантский обоз из Пайн-Блафф, а 22 апреля Стил послал его (всего 240 повозок) назад в Пайн-Блафф под охраной отряда в 1400 человек. За три дня обоз дошёл до мельницы Гастингса Маркса, где 25 апреля произошло сражение при Маркс-Миллс. Дивизия Кейбелла атаковала обоз с юго-востока, а дивизия Шелби — с северо-востока, в левый фланг и тыл. После пяти часов боя федеральный отряд капитулировал. Они потеряли всего 100 человек убитыми, но 1300 попало в плен вместе со всеми повозками. Южане потеряли всего около 300 человек. Это сражение решило судьбу экспедиции Стила. Без продовольствия он мог только отступать. 26 апреля он начал отход к Литтл-Рок и 29 апреля вышел к реке Салин. 30 апреля южане атаковали колонну Стила на переправе и началось сражение при Дженкинс-Ферри. На стороне южан было численное преимущество, но им мешала плохая погода. После четырёхчасового боя южане прекратили атаки и Стил ушёл за реку. 3 мая он вернулся в Литтл-Рок и тем завершил Кэмденскую экспедицию. Он потерял 2500 человек и сотни повозок, не добившись никаких результатов.
Провал экспедиции придал южанам уверенности и они удвоили усилия. В округе Шико им удалось создать такие проблемы федеральному флоту на реке Миссисипи, что на борьбе с ними был отправлен отряд размером в 6000 человек: это были две дивизии генерала Эндрю Смита, которые изначально шли на усиление федеральной Теннессийской армии. Кавалерийская дивизия южан (полковника Колтона Грина), примерно 600 человек, заняли позицию у канала Дич-Байу, и 6 июня держала эту позицию против 3000 северян, нанеся им урон в 150 человек, и потеряв при этом 4 человек убитыми и 33-х ранеными. Она ушли с позиции только тогда, когда израсходовали все снаряды. Сражение при Дич-Байу считается последним крупным сражением на территории Арканзаса.
«Казалось бы, командиры Конфедерации нашли способ отбить штат, или хотя бы ограничить федеральное присутствие отдельными городами, пишут авторы книги Arkansas: a narrative history, но этого не случилось». Генерал Прайс увидел возможность снова вернуться в Миссури. 19 сентября он начал Рейд Прайса силами 12 000 человек, из которых 4000 не имели оружия, а 1000 не имела лошадей. Он вступил в Миссури и двинулся на Сент-Луис. Он сжигал поселения, разрушал мосты и железные дороги, разгромил несколько небольших федеральных гарнизонов и угрожал Сент-Луису и Джефферсон-Сити, хотя и не мог взять их. Федеральное командование сконцентрировало против Прайса 20 000 человек, и 22-23 октября произошла битва при Вестпорте, крупнейшее сражение войны к западу от Миссисипи. Прайс проиграл сражение, потеряв 1500 человек убитыми и ранеными, и 2000 пленными. Через 10 дней противник нагнал его у Майн-Крик в Канзасе, и Прайс был разбит ещё раз. 30 октября он вернулся в Арканзас, сохранив 4000 человек. За два месяца рейда Арканзас утратил все преимущества, выигранные весенними победами, а Прайс сильно испортил себе репутацию. Через несколько дней, 8 ноября, прошли президентские выборы, на которых победил Линкольн, и тем самым Юг лишился вех надежд на мирное соглашение.
К этому времени конфедеративное правительство Арканзаса практически перестало функционировать. Прайс забрал с собой в рейд столько военных, что некому стало поддерживать порядок на подконтрольной Конфедерации территории. Рейд имел лишь одно косвенное положительное последствие: арканзасские юнионисты давно были недовольны политикой генерала Стила, а теперь его обвинили в том, что он допустил прорыв Прайса, и в итоге Стила сместили, назначив на его место генерала Джозефа Рейнолдса. 1864 год стал годом наибольших успехов южан в Арканзасе. По словам историка Дэниела Сатерленда, федералы из-за своих просчётов едва не потеряли Арканзас, и только из-за ошибок южан им удалось вернуть его обратно.

## 1865
Провал рейда Прайса дал шансы федеральным войскам перехватить инициативу, но конфедератов в Арканзасе спасло изменение стратегии Севера. Командование приняло решение перейти к обороне на всех второстепенных театрах и сконцентрировать все усилия на разгроме генерала Ли в Вирджинии и генерала Джонстона в Джорджии. В декабре 1864 года у северян было подавляющее численное преимущество в Арканзасе, но затем армию начали перебрасывать из Арканзаса в Южную Каролину на усиление Шермана и к осаждённому Мобилу. В распоряжении генерала Рейнольдса осталось лишь 10 000 кавалерии и 12 000 пехоты против 40 000 человек Трансмисссисипского департамента. Однако, федералы размещались в сильных укреплениях в Литл-Рок, Хелене, и ряде других постов. Они имели возможность продержаться до победы на Востоке. Для экономии сил федеральное командование к Арканзасе эвакуировало форт Смит, Ван Бюрен, Кларксвилл и Файетвилл. Губернатор Мёрфи жаловался, что это оставило без защиты сотни гражданских юнионистов, поэтому президент Линкольн велел Рейнольдсу вернуть гарнизон хотя бы в форт Смит. В феврале 2000 военных вернулись в Западный Арканзас.
К началу 1865 года обе враждующие стороны не имели сил для наступления и перешли к обороне. Северяне улучшали свои линии снабжения и укрепляли опорные пункты. Гарнизоны этих пунктов часто состояли из самих арканзасцев, из бывших юнионистов и из беглых рабов. Теперь судьба Арканзаса зависела от исхода боёв на востоке страны. Некоторые ещё надеялись на европейскую интервенцию или победу армии Юга, но в массе южане утратили веру в победу. 9 апреля армия генерал Ли капитулировала при Аппоматтоксе, а 26 апреля сдалась армия Джонстона. Армия Конфедерации в Арканзасе рассыпалась, и вместе с ней уходили остатки правопорядка. Арканзас погрузился в анархию. Транс-Миссисипский департамент формально сдался 2 июня 1865 года, но Конфедеративного Арканзаса в тот момент уже не существовало.

## Последствия

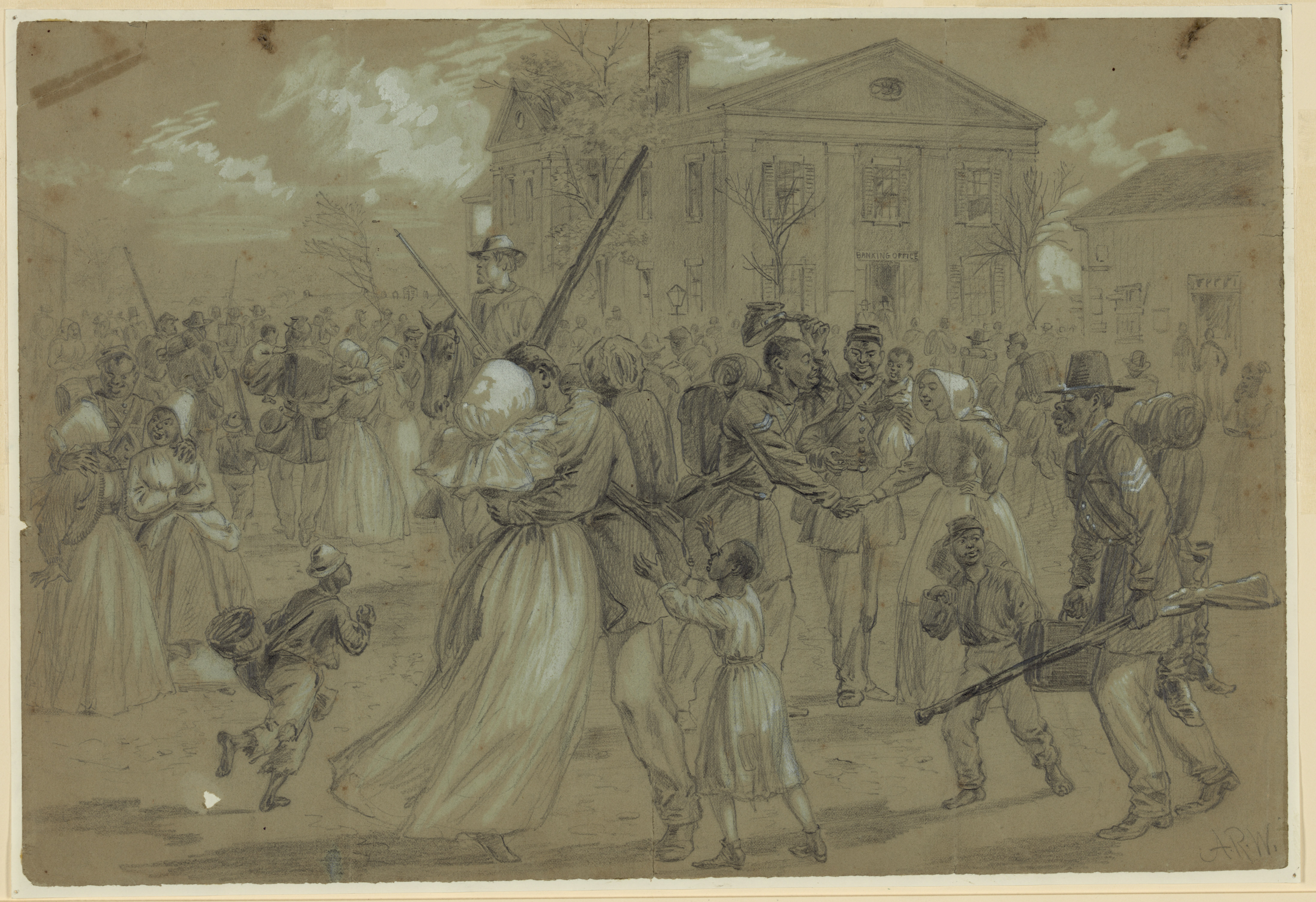
Возвращение чернокожих федеральных военных в Литтл-Рок.

### Реконструкция
Правила приёма южных штатов обратно в состав Союза были объявлены Линкольном в ежегодном обращении к Конгрессу в декабре 1863 года. Линкольн обещал амнистию всем, кто принесёт клятву верности Конституции и обязуется выполнять все постановления Конгресса. Когда количество таких людей достигнет 10 % от населения штата, они могут формировать правительство, которое Линкольн обещал признать. Эти правила стали известны как Президентская реконструкция. В Арканзасе требуемые 10 % давших клятву (5400 человек) появились уже в январе 1864 года. В том же январе была создана новая конституция Арканзаса, во многом напоминавшая конституцию 1836 года, которая в марте была одобрена референдумом. Новым губернатором штата был выбран Исаак Мёрфи, некогда упорный противник сецессии. Элиша Бакстер и Уильям Фишбек были выбраны в сенат США, однако Конгресс, недовольный принципами президентской реконструкции, не признал их. Положение осложнилось в апреле 1865 года, когда Линкольн был убит, а новый президент Джонсон оказался в конфликте с Конгрессом.
В 1866 году прошли новые выборы, на которых консерваторы Арканзаса (бывшие демократы и бывшие виги) победили с большим отрывом и сразу поменяли всех администраторов штата, кроме губернатора. Новый состав легислатуры признал долги Конфедеративного Арканзаса, проголосовал за пенсии ветеранам Конфедерации и ввёл множество ограничительных законов для чернокожих. Были выбраны новые сенаторы, но Конгресс не принял и их. Более того, в апреле 1866 года Конгресс вопреки президентскому вето принял Закон о гражданских правах и 14-ю поправку, запрещавшую ограничивать в правах кого бы то ни было. Эту поправку на Юге признал только Теннесси; обе палаты легислатуры Арканзаса единодушно проголосовали против. Решение этой и иных легислатур юга стало концом президентской реконструкции. Баланс сил в Конгрессе качнулся в пользу республиканцев, которые выдвинули свой собственный план реконструкции, известный как Конгрессиональная реконструкция.
Конгресс постановил разделить территорию Юга на военные округа. Арканзас и Миссисипи оказались в составе 40-го военного округа. От южных штатов потребовали принять новую конституцию, ввести всеобщее голосование и ратифицировать 14-ю поправку. В январе 1868 года 70 делегатов собрались на конвент в Литл-Рок. 48 из них были радикальными республиканцами (и сторонниками реконструкции), а 17 человек были консерваторами (и противниками реконструкции). Им удалось создать документ, который дал чернокожим мужчинам право голоса, признал равенство всех граждан перед законом, запретил дискриминацию по расовому признаку и создал систему общественных школ. Референдум по новой конституции прошёл с многочисленными нарушениями, но всё же он одобрил конституцию и она вступила в силу. Новый состав легислатуры ратифицировал 14-ю поправку, после чего 22 июня 1868 года Арканзас был официально принят обратно в Союз.

### Потери
Потери Арканзаса в ходе Гражданской войны никто не измерял точно, но по примерным подсчётам в годы войны по боевым и небоевым причинам погибло 6862 арканзасца, воевавших на стороне Конфедерации. Из тех, кто воевал на стороне Севера, погибло 1713 (только белых). Всего война унесла 12 % боеспособного населения штата (от 15 до 40 лет), которое в 1860 году насчитывало 69 016 человек.

### Статьи
- Scroggs, Jack. «Arkansas in the Secession Crisis.» Arkansas Historical Quarterly 12 (Autumn 1953):179-224.